# Magoniella obidensis
Magoniella obidensis är en slideväxtart som först beskrevs av Huber, och fick sitt nu gällande namn av Adr.Sanchez. Magoniella obidensis ingår i släktet Magoniella och familjen slideväxter. Inga underarter finns listade i Catalogue of Life.